# 御殿場市・小山町広域行政組合
御殿場市・小山町広域行政組合（ごてんばしおやまちょうこういきぎょうせいくみあい）は、静岡県御殿場市及び駿東郡小山町の1市1町が設立している一部事務組合。

## 概要

### 事務局
- 御殿場市萩原483番地

### 主な事務内容
- 常備消防に関する事項（消防組合）
- 火葬場に関する事項
- ごみ処理場に関する事項
- し尿処理場に関する事項

### 組織
- 組合議会
  - 議員定数：12人（御殿場市：7人、小山町：5人）
- 組合執行機関
  - 管理者：1人（市町の長の互選）
  - 副管理者：2人（1人は、市町の長のうち管理者とならない者、他の1人は、市町の副市町長のうち管理者が組合議会の同意を得て選任）
  - 会計管理者：1人（管理者の属する市町の会計管理者）
  - 監査委員：2人

### 沿革
- 1966年4月1日　御殿場市・小山町厚生施設組合が発足し、じんかい焼却場、隔離病舎、火葬場業務の管理運営に関する事務を共同処理開始する。
- 1971年4月1日　御殿場市・小山町厚生施設組合を改組し、新たに消防業務を加え御殿場市・小山町広域行政組合を設立する。
- 1973年7月5日　隔離病舎を廃止する。
- 1976年4月1日　し尿処理業務を加える。
- 1998年4月1日　じんかい焼却場をごみ処理場に変更する。

## 常備消防事務

### 概要
- 消防本部：御殿場市東田中一丁目19番1号

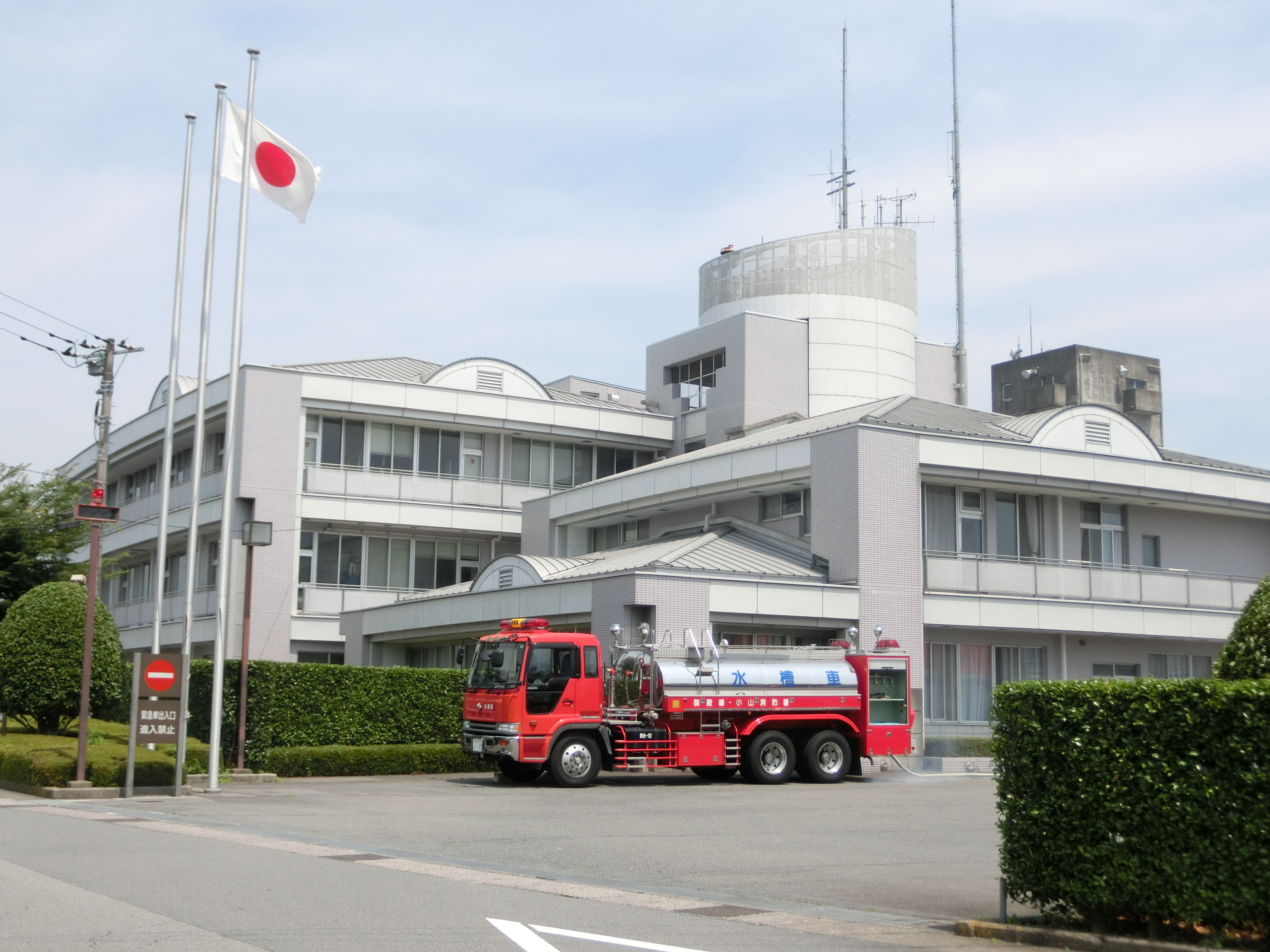
御殿場市・小山町広域行政組合消防本部

- 消防本部名称：御殿場市・小山町広域行政組合消防本部
- 管内面積：330.98km2
- 職員定数：155人
- 消防署2カ所、分署3カ所
- 主力機械（2011年4月1日現在）
  - 普通消防ポンプ自動車：2
  - 水槽付消防ポンプ自動車：5
  - はしご付消防自動車：1
  - 化学消防自動車：1
  - 救急自動車：6
  - 救助工作車：2
  - 水槽車：1
  - 指揮車：1
  - 指令車：2
  - 査察車：1
  - 広報車：3
  - その他：8

### 沿革
- 1965年4月1日　御殿場市消防本部・御殿場市消防署を設置する。
- 1967年11月1日　救急自動車を購入し、救急業務を開始する。小山町と救急業務に関する協定を締結し、小山町の救急業務を開始する。
- 1969年3月20日　東名高速道路（御殿場～沼津インターチェンジ間の下り線）の救急等消防業務を開始する。
- 1969年5月26日　東名高速道路（御殿場～大井松田インターチェンジ間の上り線）の救急等消防業務を開始する。
- 1971年4月1日　小山町との厚生施設組合を改組し、新たに常備消防業務を含めて御殿場市・小山町広域行政組合を設立する。消防組合として、御殿場市・小山町広域行政組合消防本部・御殿場市・小山町広域行政組合消防署に移行する。
- 1972年4月1日　新消防庁舎が開庁し、消防本部・消防署の業務を開始する。
- 1972年4月1日　小山分署を設置し、消防・救急業務を開始する。
- 1976年4月1日　消防音楽隊を編成する。
- 1976年10月1日　富士岡分遣所を設置し、消防業務を開始する。
- 1979年10月1日　富士岡分遣所で救急業務を開始する。
- 1980年11月1日　須走分遣所を設置し、消防・救急業務を開始する。
- 1987年12月24日　東名高速道路（御殿場～沼津インターチェンジ間の下り線）の消防及び救急業務が、裾野インターチェンジ開設に伴い、御殿場～裾野インターチェンジ間の下り線に変更される。
- 1994年4月2日　現在地に消防庁舎が移転し、業務を開始する。
- 1998年4月1日　西分遣所を設置し、消防・救急業務を開始する。
- 2002年4月1日　小山分署が小山消防署に昇格し2署制となる。御殿場市・小山町広域行政組合消防署を御殿場消防署に改称する。富士岡分遣所・須走分遣所・西分遣所を富士岡分署・須走分署・西分署に改称する。

### 組織
- 本部 - 管理課、予防課、警防課、通信指令課
- 消防署

### 消防署
| 消防署       | 住所                        | 分署                                                 |
| ------------ | --------------------------- | ---------------------------------------------------- |
| 御殿場消防署 | 御殿場市東田中一丁目19番1号 | 富士岡：御殿場市中山473番地1 西：御殿場市永塚916番地 |
| 小山消防署   | 小山町菅沼359番地の2        | 須走：小山町須走293番地の1                           |